# Mayday Parade (álbum)
Mayday Parade es el tercer álbum de estudio de la banda estadounidense de pop punk Mayday Parade, siendo lanzado el 4 de octubre de 2011 a través de Atlantic Records. El álbum debutó en el número 12 en el Billboard 200 de Estados Unidos, vendiendo cerca de 27,000 copias en su primera semana, convirtiéndose en el segundo álbum más alto de la banda hasta la fecha.

## Lista de canciones
Todas las canciones escritas y compuestas por Mayday Parade. 
| N.º | Título                                             | Duración |  |
| 1.  | «Oh Well, Oh Well»                                 | 4:49     |  |
| 2.  | «No Heroes Allowed»                                | 3:34     |  |
| 3.  | «When You See My Friends»                          | 3:34     |  |
| 4.  | «You're Dead Wrong»                                | 3:59     |  |
| 5.  | «Priceless»                                        | 3:18     |  |
| 6.  | «Stay»                                             | 3:34     |  |
| 7.  | «Call Me Hopeless, Not Romantic»                   | 3:29     |  |
| 8.  | «A Shot Across the Bow»                            | 3:45     |  |
| 9.  | «Everything's an Illusion»                         | 3:27     |  |
| 10. | «I'd Rather Make Mistakes Than Nothing at All»     | 3:45     |  |
| 11. | «Without the Bitter the Sweet Isn't as Sweet»      | 3:32     |  |
| 12. | «Happy Endings Are Stories That Haven't Ended Yet» | 4:38     |  |

Bonus tracks
| N.º | Título                               | Duración |  |
| 13. | «When You See My Friends» (acústico) | 3:25     |  |
| 14. | «Oh Well, Oh Well» (acústico)        | 4:43     |  |

## Posicionamiento en lista
| Lista (2011)                      | Posiciones |
| --------------------------------- | ---------- |
| Australian ARIA Charts            | 84         |
| UK Downloads Chart                | 86         |
| U.S. Billboard 200                | 12         |
| U.S. Billboard Alternative Albums | 4          |
| U.S. Billboard Digital Albums     | 6          |
| U.S. Billboard Independent Albums | 2          |
| U.S. Billboard Tastemaker Albums  | 3          |
| U.S. Billboard Top Rock Albums    | 5          |

## Personal
Mayday Parade
- Derek Sanders - voz principal, teclado
- Alex García - guitarra principal
- Brooks Betts - guitarra rítmica
- Jeremy Lenzo - bajo, coros
- Jake Bundrick - batería, coros